# Vamek II Dadiani
Vamek II Dadiani fou mtavari de Mingrèlia del 1474 al 1482. Era fill de Mamia II Dadiani i germà de Liparit I Dadiani. Va succeir el seu nebot Samsan ed-Daula Dadiani el 1474. Rebel·lat contra el rei Bagrat VI de Geòrgia, va ser derrotat en la batalla el 1477 i es va haver de sotmetre a Geòrgia, submissió que no va tenir continuïtat. Va morir el 1482 i el va succeir el seu nebot Liparit II Dadiani.